# Cattedrale di Santa Maria (Calgary)
La cattedrale di Santa Maria è la chiesa cattedrale della diocesi di Calgary, si trova nella città di Calgary, in Canada.

## Storia
La prima chiesa di Santa Maria risale al 1889 ed era un edificio in arenaria costruito vicino al fiume Elbow, su un terreno fornito dalla Canadian Pacific Railway, area successivamente nota come Mission District. La missione cattolica originale aveva il nome di Notre-Dame-de-la-Paix ed il terreno venne utilizzato per stabilire un villaggio di lingua francese chiamato Rouleauville ed una scuola.
Quando la diocesi di Calgary è stata costituita il 30 novembre 1912 da papa Pio X, la chiesa di Santa Maria è divenuta la cattedrale e sede del vescovo.
La demolizione della cattedrale di arenaria è iniziata il 21 luglio 1955 e il 30 ottobre 1955 fu posta la prima pietra per la nuova cattedrale, la cui costruzione è stata completata nel febbraio 1957. L'attuale cattedrale è stata ufficialmente consacrata l'11 dicembre 1957 dall'allora vescovo di Calgary, Francis Carroll.

## Descrizione
La cattedrale è costruita in stile neogotico, con pianta a croce di S. Antonio (a forma di Tau), su progetto degli architetti Maxwell Bates ed Alfred Hodges.
Tabernacolo, calici, ostensorio, porta candele e lampada sono stati tutti progettati e lanciati da Gunning and Son Bronze Works di Dublino, in Irlanda.
Le vetrate in tutta la cattedrale sono state commissionate alla Franz Mayer Company di Monaco di Baviera, in Germania.
Il pulpito è stato progettato dai due architetti autori della chiesa, è stato realizzato in legno di quercia intagliato a mano dal Globe Furniture Company di Waterloo, in Ontario. Le sculture raffigurano le figure di Cristo e dei quattro grandi profeti: Isaia, Geremia, Ezechiele e Daniele.
Sopra la porta principale svetta una statua della Vergine con Bambino in pietra artificiale, progetto dello scultore di Calgary, Luca Lindoe.